# 냅 라조이
나폴레옹 "냅" 라조이(Napoléon "Nap" Lajoie, 1874년 9월 5일 ~ 1959년 2월 7일)는 미국의 전 프로 야구 선수로, 2루수와 선수 겸 감독으로 뛰었다. 메이저 리그 베이스볼 (MLB) 팀 필라델피아 필리스, 필라델피아 필리스, 클리블랜드 냅스에서 뛰었다. 별명은 "프렌치 맨"("The Frenchman")이었다.